# Beaugies-sous-Bois
Beaugies-sous-Bois település Franciaországban, Oise megyében. Lakosainak száma 102 fő (2022. január 1.). Beaugies-sous-Bois Caillouël-Crépigny, Guivry, Guiscard és Maucourt községekkel határos.

## Népesség
A település népességének változása:
| Lakosok száma | 98   | 104  | 105  | 101  | 99   | 98   | 98   | 99   | 102  |
|               | 2013 | 2015 | 2016 | 2017 | 2018 | 2019 | 2020 | 2021 | 2022 |